# Myrcianthes leucoxyla
Myrcianthes leucoxyla là một loài thực vật có hoa trong Họ Đào kim nương. Loài này được (Ortega) McVaugh mô tả khoa học đầu tiên năm 1963.

## Hình ảnh

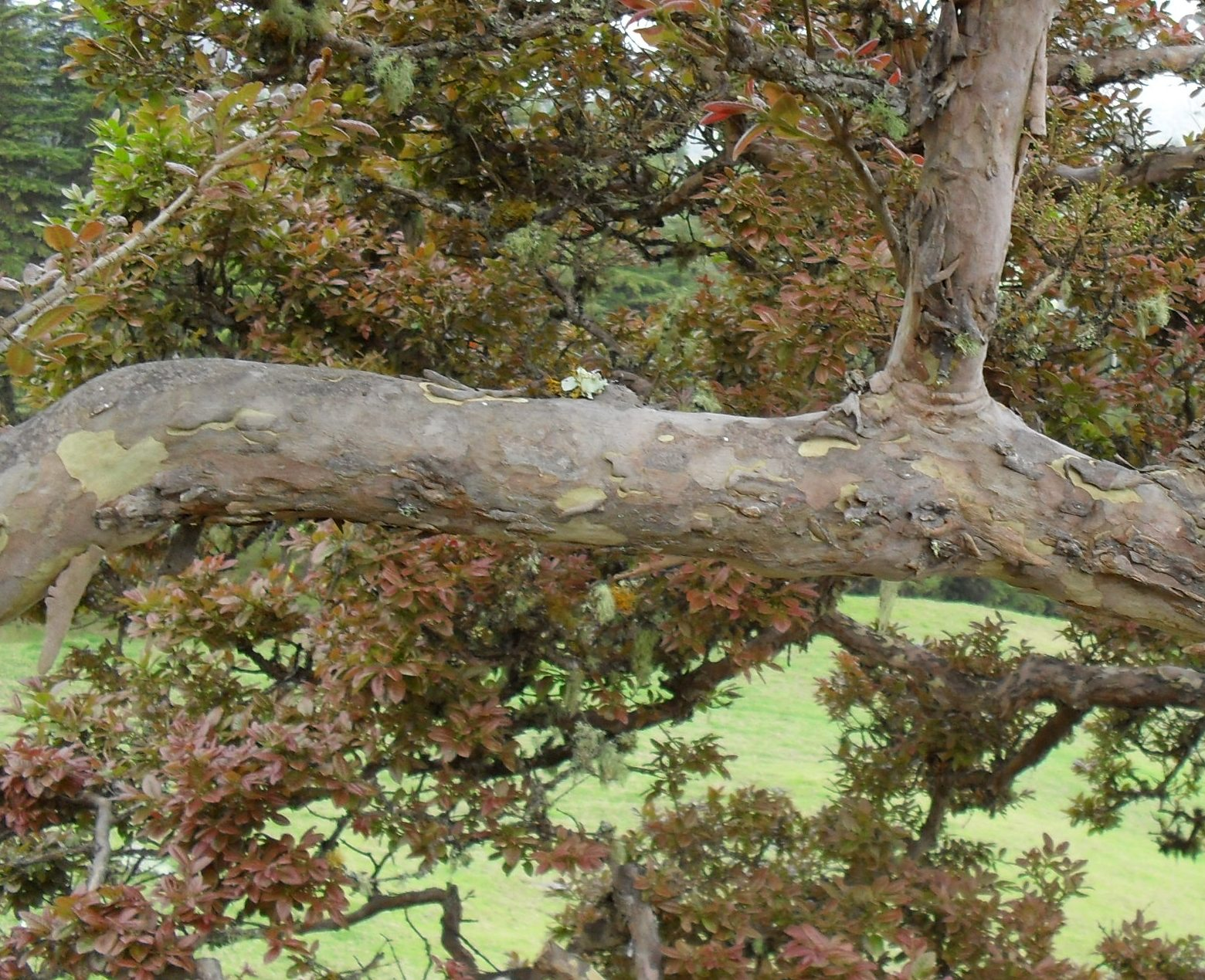
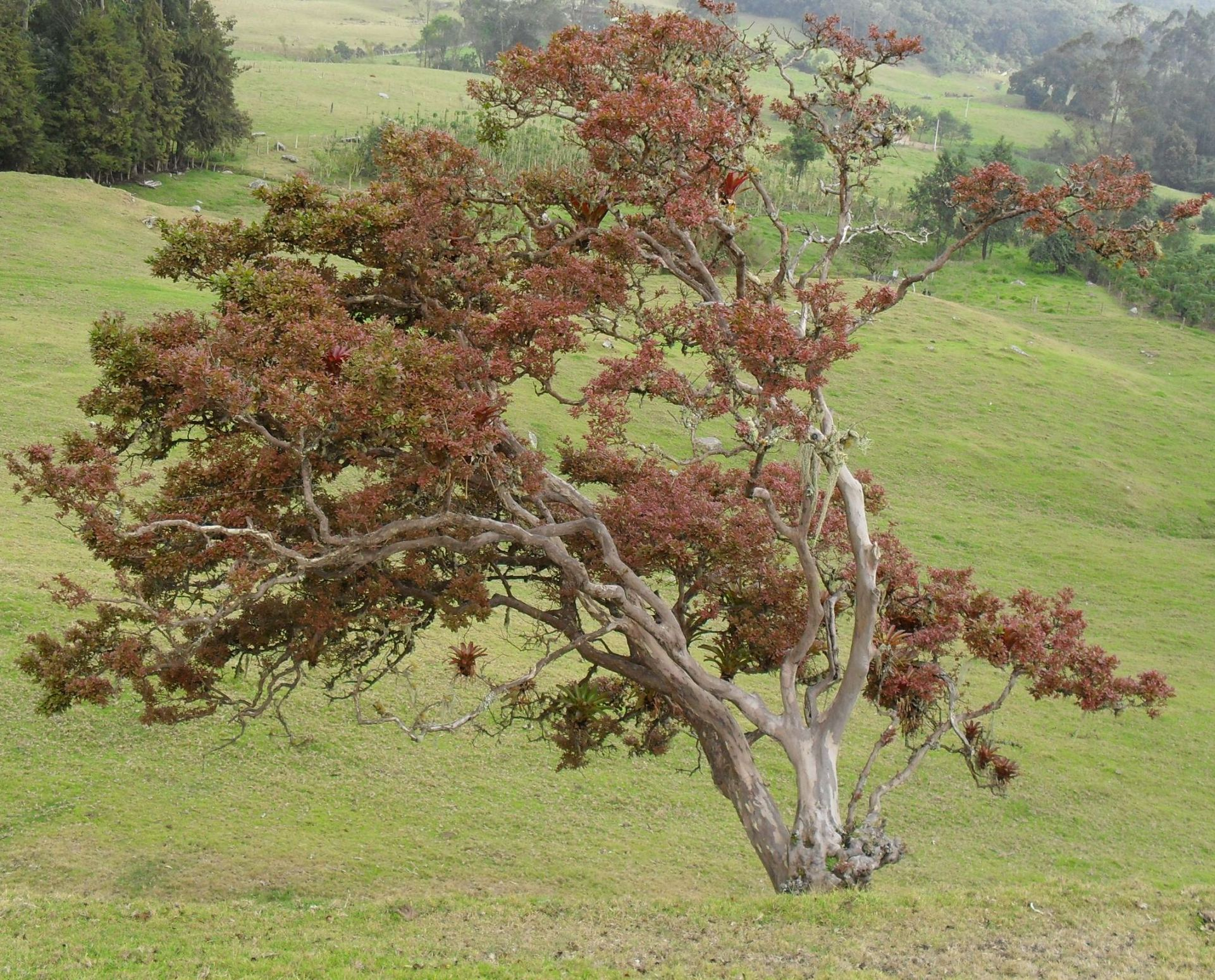